# Zalomestra, Suceava
Zalomestra este un sat în comuna Brodina din județul Suceava, Bucovina, România. Zalomestra este compusa din doua catune, Zalomestra si Hepa. Limba predominant vorbita este limba romana dar localnici vorbesc si un dialect al limbilor neoslavone numit de ei "poruschi". Uzual se spune ca sunt ucrainieni, dar limba vorbita nu este ucraineana vorbita peste granita ci un dialect. Romani ii numesc Hutuli.
Localnici sustin ca imperiul austro-ungar i-a colonizat in bucovina din Galitia pentru a exploata padurile. 
 Acest articol despre o localitate din județul Suceava este deocamdată un ciot. Puteți ajuta Wikipedia prin completarea lui.